# Daitō, Ōsaka
Daitō (tiếng Nhật: 大東市, Đai-tô) là một thành phố thuộc tỉnh Ōsaka, Nhật Bản.